# Герасимов Валерій Васильович
Валерій Васильович Герасимов (рос. Валерий Васильевич Герасимов; нар. 8 вересня 1955, Казань, Республіка Татарстан) — радянський і російський воєначальник. Начальник Генштабу ЗС РФ, перший заступник міністра оборони РФ з 9 листопада 2012 року. Генерал армії (2013). 
За словами Головного військового прокурора України генерал-полковника юстиції Анатолія Матіоса, Герасимов — головний організатор війни на сході України. Підозрюваний у вчиненні особливо тяжких злочинів проти основ національної безпеки України, миру та міжнародного правопорядку, активний учасник тимчасової окупації Криму РФ 2014 року.
Перебуває у міжнародному розшуку з червня 2024 року.

## Життєпис
Валерій Васильович Герасимов народився 8 вересня 1955 у місті Казань. З родини робітників. Закінчив Казанське суворовське військове училище (1971—1973), Казанське вище танкове командне училище імені Президії Верховної Ради Татарської АРСР (1973—1977), Військову академію бронетанкових військ (ВАБТВ) імені Р. Я. Малиновського (1984—1987), Військову академію Генерального штабу (ВАГШ) збройних сил Російської Федерації (1995—1997).
Службу проходив командиром танкового взводу, командиром роти, командиром батальйону в 80-му танковому полку 90-ї гвардійської танкової дивізії Північної групи військ у Польщі, начальником штабу батальйону Далекосхідного військового округу (1977—1984), слухачем ВАБТВ, начальником штабу — заступником командира танкового полку, командиром танкового полку, начальником штабу — заступником командира (1987—1993) і командиром (1993—1995) гвардійської мотострілецької дивізії в Прибалтійському військовому окрузі і Північно-Західній групі військ. У серпні 1994 року керував виведенням дивізії до Московського військового округу (місто Єльня).
З 1995 року був слухачем ВАГШ, 1-м заступником командувача 1-ї гвардійської армії в Московському військовому окрузі (1997—1998), заступником командувача, з лютого 1998 — начальником штабу, а з лютого 2001 командувачем 58-ї загальновійськової армії в Північно-Кавказькому військовому окрузі, з березня 2003 — начальником штабу Далекосхідного військового округу, з квітня 2005 — начальником Головного управління бойової підготовки і служби військ збройних сил, з грудня 2006 — начальником штабу Північно-Кавказького військового округу.
З 11 грудня 2007 по 5 лютого 2009 року — командувач військ Ленінградського військового округу, з 5 лютого 2009 по 23 грудня 2010 року — командувач військ Московського військового округу.
23 грудня 2010 указом президента Російської Федерації Медведєва призначений на посаду заступника начальника Генерального штабу збройних сил РФ.
В 2009—2012 роках командував парадами на честь Дня Перемоги на Красній площі.
З 26 квітня 2012 року — командувач військ Центрального військового округу.
Після відставки Анатолія Сердюкова і призначення Сергія Шойгу на посаду міністра, 9 листопада 2012 міністр оборони Російської Федерації Сергій Шойгу представив президенту Росії Володимиру Путіну кандидатуру Герасимова на посаду начальника Генерального штабу збройних сил Російської Федерації.
9 листопада 2012 президентом Росії Володимиром Путіним призначений на посаду начальника Генерального штабу збройних сил Російської Федерації.

## Концепція гібридних воєн
У статті «Цінність науки у передбаченні» (рос. Ценность науки в предвидении) Валерій Герасимов змалював нові форми і способи ведення бойових дій. Він зазначив, що «в XXI столітті простежується тенденція до стирання відмінностей між станом війни та миру. Війни більше не оголошуються, а почавшись — йдуть не за звичним нам шаблоном». Отже «фронтальні зіткнення великих угрупувань військ (сил) на стратегічному та оперативному рівнях поступово йдуть у минуле. Дистанційний безконтактний вплив на супротивника стає головним засобом досягнення цілей бою та операції. Ураження його об'єктів здійснюється на всю глибину території. Стираються відмінності між стратегічним, оперативним, і тактичним рівнем, наступальними та оборонними діями». На його думку, «широке розповсюдження отримали асиметричні дії, що дозволяють нівелювати перевагу супротивника у військовій боротьбі. До них належать використання сил спеціальних операцій та внутрішньої опозиції для створення постійного фронту на всій території супротивної держави, а також інформаційний вплив, форми і засоби якого весь час удосконалюються» та «інформаційне протиборство відкриває широкі асиметричні можливості для зменшення бойового потенціалу супротивника».
Останнім прикладом подібного конфлікту, з якого Герасимов пропонує зробити висновки, названа «арабська весна». За аналогією, агресія Росії проти України згодом отримала назву «російська весна».

## Війна на сході України

Країни, де Герасимов під санкціями

На думку Володимира Горбуліна багато з того, про що казав Герасимов, було використане проти України спочатку при загарбанні Криму, а потім у війні на сході України. Так само вважає і Мерль Мегре: протягом 2014 року Російське керівництво застосувало проти України весь спектр з арсеналу «гібридної війни». Серед іншого, були використані підрозділи регулярної армії, загони бойовиків, економічні санкції, енергетичне ембарго, політична дестабілізація, інформаційна війна, фінансовий тиск, кібератаки. Також, вона вважає, що такий спосіб ведення війни — не новий, а традиційний для радянського режиму, наприклад, аналогічні заходи були застосовані при невдалій спробі державного перевороту в Естонії в 1924 році.
Згідно із зібраними українськими слідчими документальними матеріалами із підтвердженням, начальник Генерального штабу Російської Федерації Герасимов є ідеологом агресивної війни або військових конфліктів на території інших держав. За його ініціативою ще у липні 2013 року Генштаб Збройних сил Російської Федерації отримав розширення повноважень щодо координації діяльності усіх без винятку федеральних органів виконавчої влади Російської Федерації. А вже з грудня 2013 по лютий 2014 року Герасимов за допомогою усіх підлеглих і підпорядкованих Генштабу сил і ресурсів, «у тому числі з задіянням медіаресурсів державних і недержавних форм власності Російської Федерації», розпочав активно вести інформаційно-пропагандистську підривну діяльність стосовно України.
Оскар Джонсон та Роберт Сілі з лондонського Кінгс коледжу вважають, що в той час, як деякі західні аналітики поспішають назвати новою запропоновану доктрину гібридної війни та її застосування у збройному конфлікті в Україні насправді російське керівництво вже тривалий час вважає себе жертвою саме такого способу ведення війни заходом. Наприклад, президент Академії військових наук РФ, автор військової доктрини РФ, Махмут Гареєв, поклав відповідальність на «країни НАТО» за розв'язування локальних воєн та застосування м'якої сили для розвалу СРСР, влаштування «кольорових революцій» в Грузії та Україні, тощо. Джонсон та Сілі вважають, що таке вороже сприйняття в Росії поширення демократії пов'язане з тим, що панівний режим в Росії залежить від придушення демократичних прав та свобод для свого збереження. Вони також проводять паралелі з попередніми конфліктами, які розв'язувало російське керівництво заради утримання країн в сфері свого впливу (починаючи з війни в Абхазії в 1992 році).
У вересні 2015 року за даними деяких ЗМІ головний військовий прокурор України Анатолій Матіос заявив, що «в України є дані про доповідь начальника Генерального штабу РФ Валерія Герасимова вищому керівництву Росії з приводу окупації Криму і подальших військових дій».
У вересні 2015 року Валерій Герасимов був включений до санкційного списку (номер 116 у списку) запровадженого Україною у відповідь на російську збройну агресію.
Герасимов керував вторгненням Росії в Україну у лютому 2022 р., але після низки невдач окупантів та відведення окупаційних військ з півночі України дуже рідко з'являється у публічному просторі; з квітня 2022 р. функції з координації так званої «спецоперації» перебрав на себе генерал Дворников. Наприкінці травня 2022 р. преса повідомила про таємні перемовини Герасимова з головою комітету очільників штабів США Міллі.
25 червня 2024 року Палата попереднього провадження II Міжнародного кримінального суду (МКС) видала ордери на арешт начальника Генштабу Збройних сил Росії Валерія Герасимова за обстріли енергетичної інфраструктури України.

## Санкції
Валерій Герасимов несе персональну відповідальність за масове розгортання російських військ уздовж кордону з Україною за військову агресію, щодо інших держав.
У квітні 2014 року в результаті збройного конфлікту на сході України і через захоплення Криму Валерій Герасимов потрапив до списку санкцій Європейського союзу,
21 травня 2014 доданий до списку санкцій Канади.
7 вересня 2022 року доданий до санкційного списку України.

## Сім'я
Одружений. Має доньку та сина — військовий, офіцер ЗС РФ.

## Військові звання
- Генерал-лейтенант (лютий 2002 р.)
- Генерал-полковник (22 лютого 2005 р.)
- Генерал армії (20 лютого 2013 р.)[26]

## Нагороди

### СРСР і Росія
- Герой Російської Федерації
- Орден «За заслуги перед Вітчизною» III ступеня з мечами (2014)
- Орден за заслуги перед вітчизною II ступеня з мечами
- Орден «За заслуги перед Вітчизною» IV ступеня з мечами
- Орден «За військові заслуги»
- Орден Пошани
- Орден «За службу Батьківщині в Збройних Силах СРСР» III ступеня
- Медаль «За бойові заслуги»
- Медаль «За військову доблесть» 1-го ступеня
- Медаль «60 років Збройних Сил СРСР»
- Медаль «70 років Збройних Сил СРСР»
- Медаль «За зміцнення бойової співдружності»
- Медаль «200 років Міністерству оборони»
- Медаль «За відзнаку у військовій службі» 1-го ступеня
- Медаль «За бездоганну службу» 2-го ступеня
- Медаль «За бездоганну службу» 3-го ступеня
- Медаль «За участь у військовому параді в День Перемоги»
- Медаль «За повернення Криму»
- Медаль «За зміцнення державної системи захисту інформації» 1-го ступеня
- Медаль «XV МНС Росії»
- Заслужений військовий фахівець Російської Федерації (2009)[27]

### Іноземні нагороди
- Орден Дружби народів (Республіка Білорусь, 2010)
- Орден Армії Нікарагуа (Нікарагуа, 2013)
- Медаль «За заслуги з військового співробітництва» (Азербайджан, 2014)[28].